# Asterix e il regalo di Cesare
Asterix e il regalo di Cesare (Le Cadeau de César) è la ventunesima storia a fumetti della serie Asterix, creata da francese René Goscinny (sceneggiatura) e Albert Uderzo (disegni). La sua prima pubblicazione in lingua originale risale al 1974.

## Trama
Giulio Cesare congeda alcuni dei suoi legionari veterani donando loro degli appezzamenti di terreno nelle Provincie, secondo la consuetudine della Honesta missio. Al momento di premiare il pigro ed inetto soldato Romeomontecchius, però, il condottiero decide di punirlo per la sua indisciplina ed il vizio dell'alcolismo: gli regala perciò niente meno che il ben noto villaggio di Galli dissidenti di Asterix.
Il legionario, comunque, baratta ben presto il dono ricevuto per un fiasco di vino: l'atto di proprietà del villaggio finisce così nelle mani dell'oste gallico Ortopedix che, dietro consiglio della dispotica moglie, parte con lei e la figlia per reclamare il suo possedimento. Ovviamente, all'arrivo in Armorica, si vede rispondere con ilarità dagli autoctoni, che gli spiegano come il documento da lui posseduto sia senza valore. Il capo Abraracourcix concede comunque all'oste e alla sua famiglia di restare nel villaggio ed aprirvi una locanda.
Una lite fra Beniamina, la moglie di Abraracourcix, e Angina, moglie di Ortopedix, incrina però la situazione: quest'ultima convince il marito ad imporre la propria autorità e lo spinge a correre contro Abraracourcix per la carica di capovillaggio in libere elezioni. Inizia così una vera e propria campagna elettorale fra l'oste e Abraracourcix, entrambi spronati dal cipiglio delle rispettive mogli, che rischia di spaccare in due il villaggio e minare la convivenza pacifica dei suoi abitanti.
La situazione viene complicata dall'arrivo al villaggio di Romeomontecchius, deciso a tornare in possesso della "proprietà" da lui sconsideratamente ceduta. Dopo un primo tentativo di intimidire Ortopedix, scongiurato dall'intervento di Asterix, l'ex legionario si rivolge allora all'esercito romano e trova il non troppo convinto appoggio del centurione di Laudanum. Di fronte alla minaccia romana, tuttavia, Abraracourcix e Ortopedix dimenticano le beghe, e insieme ai riappacificati membri del villaggio scendono in battaglia sconfiggendo in breve tempo gli invasori.
Nel finale Ortopedix, dopo aver regolato i conti con Romeomontecchius ed aver definitivamente fatto pace con Abraracourcix, decide di tornare a Lutetia, imponendo per una volta la sua autorità su quella della moglie. Il villaggio tornato alla normalità può festeggiare la conclusione dell'ennesima avventura con l'immancabile banchetto sotto le stelle.

## Personaggi principali
I personaggi presenti nella storia più rilevanti ai fini della trama sono:
- Asterix: cerca di evitare di cadere preda degli scontri "elettorali" del villaggio, ma alla fine il clima di animosità lo coinvolge suo malgrado. Il fatto che Zazà, la figlia di Ortopedix, si mostri attratta da lui suscita la gelosia di Obelix, con il quale comunque si riappacifica alla fine dell'avventura
- Obelix: perde la testa, come spesso gli accade, per la bella Zazà; quando questa mostra di preferire Asterix, viene colto da gelosia
- Abraracourcix: inizialmente si dimostra comprensivo nei confronti di Ortopedix, dal momento che può facilmente compatire la sua situazione familiare (una moglie dal carattere forte e un cognato borioso). Si trova poi a dover lottare per mantenere la leadership del villaggio, cosa complicata dal fatto che ai suoi abitanti non importa chi comandi, "purché ci siano cinghiali e romani"
- Ortopedix (Orthopédix)[3]: oste ad Arausio (Orange), ma di origini luteziane, acquista la "proprietà" del villaggio. Fondamentalmente è un uomo placido e amichevole, ma è succube della moglie che lo spinge a cercare di imporsi come capovillaggio. Il suo aspetto fisico è una caricatura dell'attore André Alerme[4]
- Angina (Angine): moglie di Ortopedix, è una donna dal forte temperamento e molto suscettibile; comanda il marito a bacchetta. Caratterialmente somiglia molto a Beniamina, la moglie di Abraracourcix, con la quale infatti ha dei notevoli litigi. Infine le due si riappacificano
- Zazà (Zaza, diminutivo di Coriza)[5]: giovane e affascinante figlia di Ortopedix, è corteggiata da Obelix ma mostra un debole per Asterix. Probabilmente è più assennata dei suoi genitori, ma si lascia circuire dalla madre con la promessa di vestiti e gioielli. Nel banchetto finale la si può vedere impegnata in una discussione tête-a-tête con il bardo Assurancetourix
- Romeomontecchius (Roméomontaigus): il legionario romano premiato/punito da Cesare con il villaggio armoricano; prima lo cede a Ortopedix e poi tenta di riaverlo indietro. Dotato di scarsi scrupoli, inetto ed alcolizzato, è il principale antagonista della storia: nel finale va incontro a un inevitabile benservito a suon di sganassoni. Successivamente comparirà nell'albo Asterix e Latraviata

## Riferimenti storici
L'usanza romana di donare terreni ai veterani dell'esercito esisteva davvero ed è nota come honesta missio. La campagna elettorale che è al centro della storia è un riferimento ironico alle elezioni presidenziali del 1974 e, a sottolinearlo, è una didascalia finale che informa come all'epoca in cui si svolge la vicenda "intorno al 50 a.C., tutte queste cose non avevano una grande importanza...". L'albo presenta inoltre, come altre storie ambientate in Gallia, uno spaccato della vita quotidiana del villaggio gallico, parodia dei moderni piccoli centri francesi di provincia. In particolare viene messa in risalto la diffidenza degli abitanti nei confronti dei forestieri, in questo caso la famiglia di Ortopedix.
Questa è una delle poche storie in cui si può vedere Asterix duellare con la spada che porta sempre al fianco e i dialoghi durante il duello sono un riferimento al Cyrano de Bergerac di Edmond Rostand. La lettera "Z" disegnata con la spada sui vestiti di Romeomontecchius a conclusione della sfida è invece una citazione da Zorro. Il nome del legionario Romeomontecchius richiama invece, sia nella versione italiana che in quella originale (Roméomontaigus), quello di Romeo Montecchi, il protagonista di Romeo e Giulietta.

## Storia editoriale
In Francia la storia apparve inizialmente a puntate all'interno del quotidiano Le Monde, nel 1974; in seguito è stata pubblicata in albo cartonato quello stesso anno dall'editore Dargaud. È la prima avventura a non essere stata pre-pubblicata sulla rivista Pilote, a differenza di tutte le precedenti.
Attualmente l'albo viene ristampato dalla casa editrice Hachette Livre, che nel dicembre 2008 acquisì da Uderzo e da Anna Goscinny (figlia dello scomparso René) tutti i diritti sulle pubblicazioni di Asterix.

### Edizioni estere

#### Italia
In Italia l'albo è edito, come gli altri della serie, da Mondadori; la prima edizione italiana risale al maggio 1975 per la traduzione di Luciana Marconcini. La Mondadori ha ristampato l'albo più volte nel corso degli anni; l'ultima edizione, condotta su quella francese di Hachette Livre, è della fine del 2011 e rispetto alle precedenti presenta, pur mantenendo invariata la traduzione, una copertina diversa, un nuovo lettering e una colorazione rinnovata; è inoltre caratterizzata dall'avere la sagoma di Asterix stampata in rosso sulla costa.
La storia è stata pubblicata a puntate anche all'interno della rivista Il Giornalino (Edizioni San Paolo), nella quale fece la sua prima apparizione nel 1975 venendovi poi ristampata periodicamente. Tale edizione è basata su quella Mondadori e presenta la stessa traduzione di Luciana Marconcini.

## In altre lingue
Il titolo originale dell'albo, Le Cadeau de César, è stato tradotto come segue in alcune delle principali lingue in cui il fumetto è edito; vengono inoltre indicate la casa editrice e l'anno di prima pubblicazione:
- catalano: El regal del Cèsar - Salvat editores,  Spagna
- danese: Kejserens gave - Egmont Serieforlaget A/S,  Danimarca, 1977
- finlandese: Asterix ja Caesarin lahja -  Egmont Kustanus Oy,  Finlandia, 1976
- inglese: Asterix and Ceasar's Gift - Orion,  Regno Unito, 1977
- olandese: Het geschenk van Caesar - Hachette Livre,  Paesi Bassi, 1975
- polacco: Podarunek Cezara - Egmont Poland Ltd,  Polonia, 1994
- portoghese: O Presente de César - Edições ASA,  Portogallo
- spagnolo: El regalo del Cesar -  Salvat editores,  Spagna, 1975
- svedese: Caesars gåva - Egmont Kärnan AB,  Svezia, 1977
- tedesco: Das Geschenk Cäsars - Egmont Ehapa Verlag,  Germania, 1976